# 개성역사유적지구
개성 역사유적 지구(開城歷史遺蹟地區)는 유네스코 세계유산으로 등록된 조선민주주의인민공화국에 있는 개성 일대에 집중된 고려 시대 유적이다. 2013년 6월 23일, 제37차 유네스코 세계유산 위원회(WHC) 프놈펜 회의에서, 세계 문화유산으로 등록되었다.

## 개요
개성 역사유적 지구는 개성성벽 5개 구역, 만월대와 첨성대 유적, 개성 남대문, 고려 성균관, 숭양서원, 선죽교와 표충사, 왕건릉과 7개 왕릉과 명릉, 공민왕릉을 포함한다. 개성역사유적지구는 북한이 2007년 세계유산 등재 신청을 했으나 2008년 세계유산위원회에서 등재 보류 판정을 받은 뒤 2012년 재신청한 유산이다. 북한의 세계유산은 2004년에 등재된 고구려 고분군에 이어 두 번째이다.

## 등재 목록
고려 왕조의 개창자 왕건은 자신의 근거지이기도 했던 송악(松嶽), 즉 지금의 개성을 새로운 왕조의 도읍지로 삼았고, 이후 공양왕(恭讓王) 4년(1392년)에 고려 왕조의 마지막 왕을 폐위시킨 이성계(李成桂)가 3년 뒤 조선(朝鮮)을 선포하고 한양(漢陽)으로 천도할 때까지 국가의 수도로써 기능하였던 곳이다. 고려 멸망 이후에는 왕궁을 비롯한 유적들이 거의 대부분 재건되지 못했기 때문에 폐허로 남아 있다. 세계유산으로 등재된 것은 고려의 정치, 문화를 전하는 다음과 같은 12곳이다.
만월대와 개성 첨성대
만월대는 태조(太祖) 2년(919년)에 세워진 고려 왕조의 대궐터로, 송악산(松嶽山) 남쪽 기슭에 위치해 있다. 공민왕 10년(1361년) 중국 본토에서 원(元)의 토벌에 쫓겨 고려까지 도망쳐 들어온 홍건적이 개경을 함락시키고 불살라 버린 뒤로 다시는 재건되지 못한 채, 장대했던 왕궁의 주춧돌만이 남게 되었다.
개성 첨성대는 만월대 가까운 곳에 있으며, 이곳에서 천체의 움직임과 기상현상 관측이 이루어졌다. 이 관측기록은 만월대가 건설된 시기와 같은 919년부터 고려 전 시대를 통틀어 이어졌다. 세계문화유산으로써의 등록 면적은 만월대와 개성 첨성대 합쳐 43.5ha이다.
개성 성벽(開城城壁)
고려 왕조가 아직 세워지기 전, 개창자 왕건이 아직 송악의 호족으로써 아버지 왕륭을 따라 궁예에게 귀부해 후고구려(태봉)의 장수 가운데 한 명이 된 해인 896년에 송악에 지어진 발어참성(拔禦塹城)에 기원을 두고 있다. 고려 왕조 전 시대는 물론 조선 왕조가 세워지는 1391년~1393년까지 내성(内城, Inner Wall)이 세워지는 등 증축과 보수가 이루어졌으며, 내성의 성벽 다섯 곳 175.8ha가 세계문화유산으로 지정되었다.
개성 남대문(開城南大門)
고려 왕조 말기인 공양왕 3년(1391년)부터 왕조가 멸망한 이듬해인 조선 태조 2년(1393년)에 수축된 내성(内城)의 남문으로, 개성의 건축 가운데서도 당대의 양식을 잘 보존하고 있는 것으로 평가받는다. 한반도에 남아 있는 성문 가운데 가장 오래된 건축물이기도 하다. 등록 범위 면적은 0.5ha.
고려성균관(高麗成均館)
만월대 서쪽 약 2.5km에 고려성균관이 위치해 있다. 원래 이름은 국자감(國子監)으로, 고려 국가의 유교 소양을 갖춘 관리 양성을 위한 최고기관이었다. 현재는 고려박물관으로 쓰이고 있으며 세계문화유산으로써의 등록 면적은 3.5ha이다.
숭양서원(崇陽書院)
고려 말기의 유학자 정몽주(鄭夢周)의 집 위에 세워진 조선 시대의 서원으로 현재의 건물은 선조(宣祖) 6년(1573년)에 세워진 것이다. 조선 시대의 반가의 자제를 위한 유교 교육 공간으로써, 동시에 정몽주를 비롯한 고려와 조선의 유학자들을 제사지내는 사당으로써의 기능을 가진 전형적인 조선 시대의 서원이다. 세계유산으로써의 등록 면적은 2.9ha.
선죽교와 표충비
정몽주의 집(훗날의 숭양서원)에서 500m 떨어진 곳에 있는 화강암 돌다리로 폭 3.36m、길이 8.35m이다. 정몽주가 이방원(李芳遠)이 보낸 자객에게 최후를 맞이한 장소로 유명하다. 선죽교 가까운 곳에 정몽주의 충절을 기리기 위해 세워진 것이 표충비(表忠碑)로, 두 개의 표충비 가운데 북쪽 것은 영조(英祖) 16년(1740년)、남쪽 것은 고종(高宗) 9년(1872년)에 세워졌다. 세계유산으로써의 등록 범위는 모두 합쳐 1.8ha.
태조현릉(왕건릉)、칠릉군(七陵群)、명릉군(明陵群)
만월대 서쪽 3km 되는 위치에 고려 왕조의 개창자 태조 왕건과 신혜왕후(神惠王后) 류씨(柳氏)의 합장 능묘가 있다. 정식 명칭은 현릉(顯陵)으로 현재의 왕릉은 북한 정부에 의해 1994년에 개건된 것이다. 현릉 북서쪽에 위치한 일곱 기의 왕릉을 묶어 칠릉군(七陵群)으로 통칭하는데, 12세기에서 13세기에 걸쳐 지어진 것으로 추정하고 있다. 그러나 누구의 능묘인지는 확실히 알 수 없다. 다시 현릉 남서쪽 1km에 고려 29대 충목왕(忠穆王)의 능묘인 명릉(明陵)을 위시한 세 개의 무덤떼를 명릉군이라고 부르는데, 명릉을 제외하고 남은 2기의 피장자는 확실히 알려지지 않았다. 현릉 능역(陵域)과 칠릉군, 명릉군을 합친 면적 214.6 ha가 세계문화유산으로 지정되었다.
현릉(공민왕릉)
고려 제31대 군주이자 개혁군주로 알려진 공민왕(恭愍王)이 생전에 조성한 자신과 왕비 노국대장공주(魯國大長公主)의 합장무덤이다. 개성 시가지의 중심에서 남서쪽으로 14km 떨어진 개풍군(開豊郡) 해선리(解線里)에 위치해 있으며 정식 명칭은 현릉(玄陵)이다. 공민왕이 사망하기 2년 전인 공민왕 21년(1372년)에 완성되었다. 모두 3단으로 구성되어 왕과 왕후, 두 봉분이 서로 근접해 있고, 석인(石人) 등의 석물로 장식되어 있다. 세계 유산 등록 면적은 51.6 ha이다.

## 같이 보기
- 고구려 고분군